# الحقيقة العارية (فلم)
الحقيقة العارية هو فيلم دراما مصري من إخراج عاطف سالم وبطولة ماجدة، إيهاب نافع، سهام فتحي، فاتن الشوباشي وعبد المنعم إبراهيم. صدر الفيلم في مصر 16 ديسمبر 1963. كذلك عرض في الاتحاد السوفيتي في 1975.

## نبذه
امال عبد الحميد فتاة ترغب في الاستقلال بشخصيتها وتكوين مستقبلها بعيدًا عن الرجال، لذلك تعزف عن الزواج لعدم تحكم أي رجل بها، وتعمل كمرشدة سياحية ناجحة، وذات يوم أثناء سفرها مع فوج سياحي في رحلة إلى أسوان، تغير كل شيء في غمضة عين، حينما قابلت المهندس أحمد رفعت «إيهاب نافع» الذي يعمل ببناء السد العالي ووقعا في غرام بعضهما، وهنا تغيرت فكرتها نهائيًا عن الرجال.

## طاقم العمل
- ماجدة بدور آمال عبد الحميد
- إيهاب نافع بدور أحمد رفعت
- سهام فتحي بدور كريمة
- فاتن الشوباشي بدور هدى
- عبد المنعم إبراهيم في دور رمسيس

## وصلات خارجية
- مقالات تستعمل روابط فنية بلا صلة مع ويكي بيانات